# The Ontario Regiment (RCAC)
The Ontario Regiment (RCAC) est un régiment blindé de reconnaissance de la Première réserve sous le Commandement de la Force terrestre. Il fait partie du 33e Groupe-brigade du Canada et est basé à Oshawa en Ontario.